# 가타기리정
가타기리정(片桐町)은 나라현 북서부 이코마군에 속해있던 정이다. 현재의 야마토코리야마시 서부에 해당한다.

## 역사
- 1889년 4월 1일 - 정촌제 시행에 의해 가타기리촌이 성립하였다.
- 1897년 4월 1일 - 군제 시행에 의해 이코마군으로 변경되었다.
- 1957년 3월 31일 - 야마토코리야마시에 편입해, 동일 가타기리정은 폐지되었다.

## 교통

### 철도
- 일본국유철도
  - 간사이 본선

### 도로
- 1급국도 제25호선 (현 국도 제25호선)